# Czarnorzecko-Strzyżowski Park Krajobrazowy
Czarnorzecko-Strzyżowski Park Krajobrazowy – park krajobrazowy położony w województwie podkarpackim na Pogórzu Strzyżowskim i Dynowskim. Utworzony w 1993 r. Wchodzi w skład Zespołu Karpackich Parków Krajobrazowych. Zajmuje powierzchnię 256,54 km². Jego otulina zajmuje 340,74 km², a w jej skład wchodzi Czarnorzecki Obszar Chronionego Krajobrazu.
Znajdują się tu pasma górskie z najwyższym szczytem Suchą Górą (591 m n.p.m.). W parku występują wychodnie piaskowców, które proces erozji uformował w ostańce. Kilkanaście spośród nich ma status pomnika przyrody.
Na terenie parku znajdują się liczne potoki. Przepływają tędy z licznymi odcinkami przełomowymi rzeki Stobnica i Wisłok. Niemal połowę powierzchni parku zajmują użytki rolne. Drugą połowę lasy o charakterze naturalnym, z przewagą jodły, buka i sosny. Rzadziej występują dąb szypułkowy, modrzew europejski oraz grab.
Rośnie tu 40 gatunków chronionych roślin górskich, między innymi: śnieżyca wiosenna, śnieżyczka przebiśnieg, skrzyp olbrzymi oraz pokrzyk wilcza jagoda. Na terenie parku występuje także wiele chronionych gatunków zwierząt: puchacze, orliki krzykliwe, rysie, wydry i wilki.
Na terenie parku znajdują się trzy rezerwaty przyrody: Prządki im. prof. Henryka Świdzińskiego, Góra Chełm i Herby. W otulinie parku również zlokalizowane są trzy rezerwaty: Cisy w Malinówce, Kretówki i Kamera.

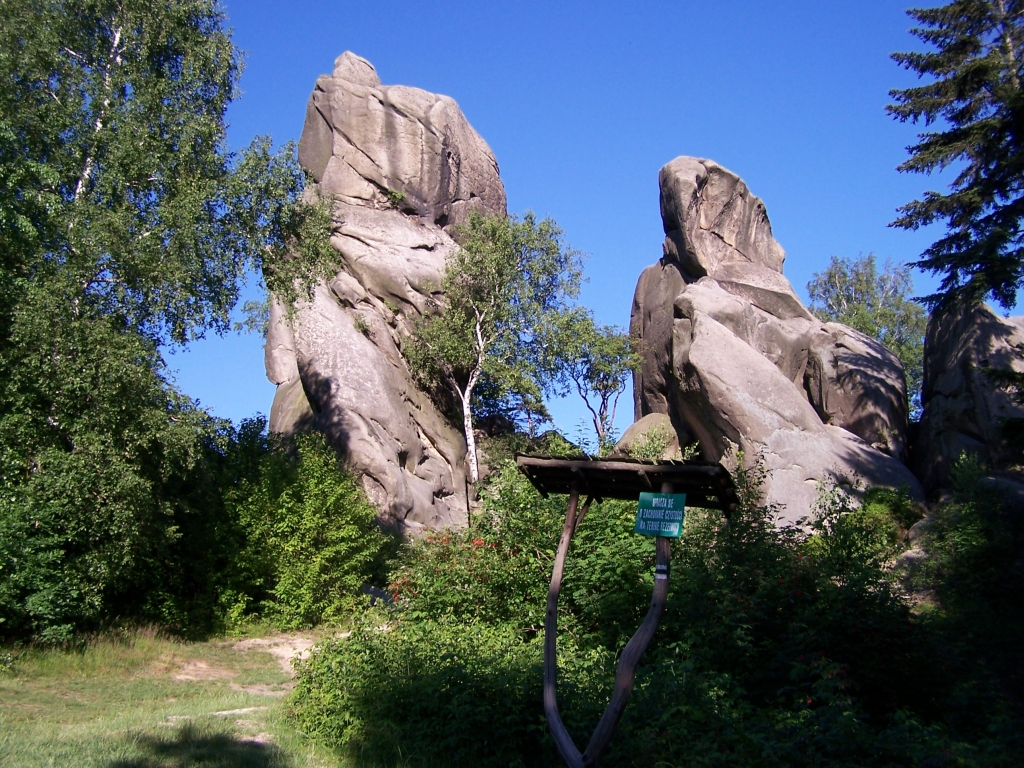
Czarnorzecko-Strzyżowski Park Krajobrazowy

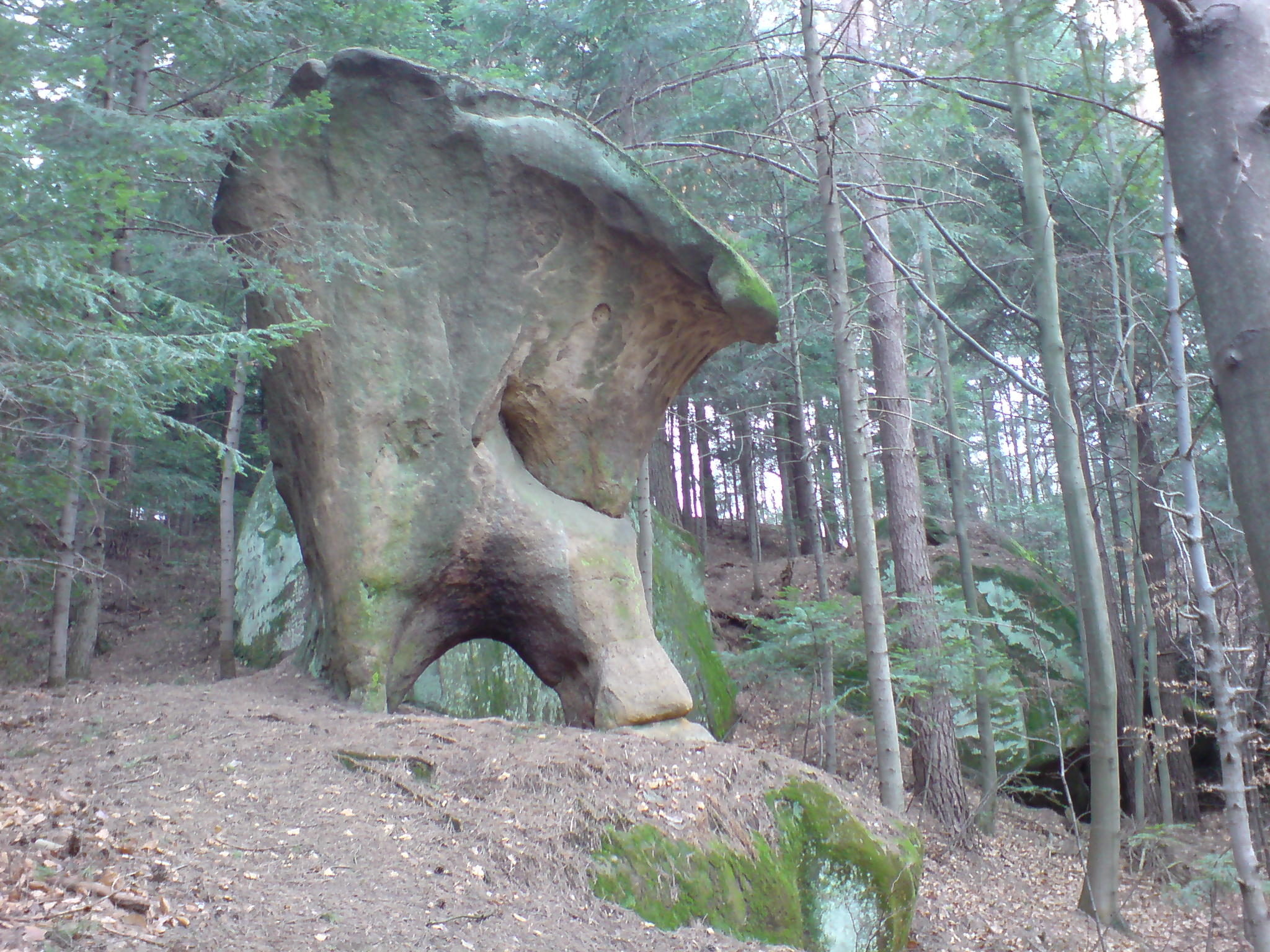
Skałka Konfederatka w Woli Komborskiej